# Юду (Чад)
Юду (фр. Youdou) — деревня в Чаде, расположенная на территории региона Борку. Входит в состав департамента Борку-Яла. Население составляют представители субэтнической группы теда народа тубу.

## География
Деревня находится в северной части Чада, в пределах восточной части плоскогорья Тибести, на высоте 1788 метров над уровнем моря.
Юду расположен на расстоянии приблизительно 986 километров к северо-востоку от столицы страны Нджамены. Ближайшие населённые пункты: Тиоро, Гумёр, Гаин, Ебби-Бу, Модра.
Климат деревни характеризуется как аридный жаркий (BWh в классификации климатов Кёппена).

## Достопримечательности
В 1952 году в окрестностях Юду были открыты древние полихромные наскальные изображения.

## Транспорт
Ближайший аэропорт расположен в городе Бардаи.